# Nguyễn Tiểu Ngũ
Nguyễn Tiểu Ngũ, ngoại hiệu Đoản mệnh nhị lang, là một trong 36 Thiên Cương Tinh của 108 anh hùng Lương Sơn Bạc.
Nguyễn Tiểu Ngũ là người anh thứ hai trong Nguyễn Thị Tam Hùng (ba anh em họ Nguyễn)

## Xuất thân
Nguyễn Tiểu Ngũ là người thôn Thạch Kiệt. Ba anh em họ Nguyễn làm nghề đánh cá và buôn bán nhỏ, cả ba người đều rất nóng tính.
Miêu tả: 2 cánh tay như gậy sắt, sắc mặt nhìn có vẻ tươi cười nhưng lộ đầy sát khí, trước ngực có xăm một con báo xanh, tính tình có hơi nóng nảy, rất mê cờ bạc.
Tài nghệ: 2 cánh tay rất khoẻ, bơi lặn rất giỏi, lại quen thuộc sông nước, võ công cũng khá.

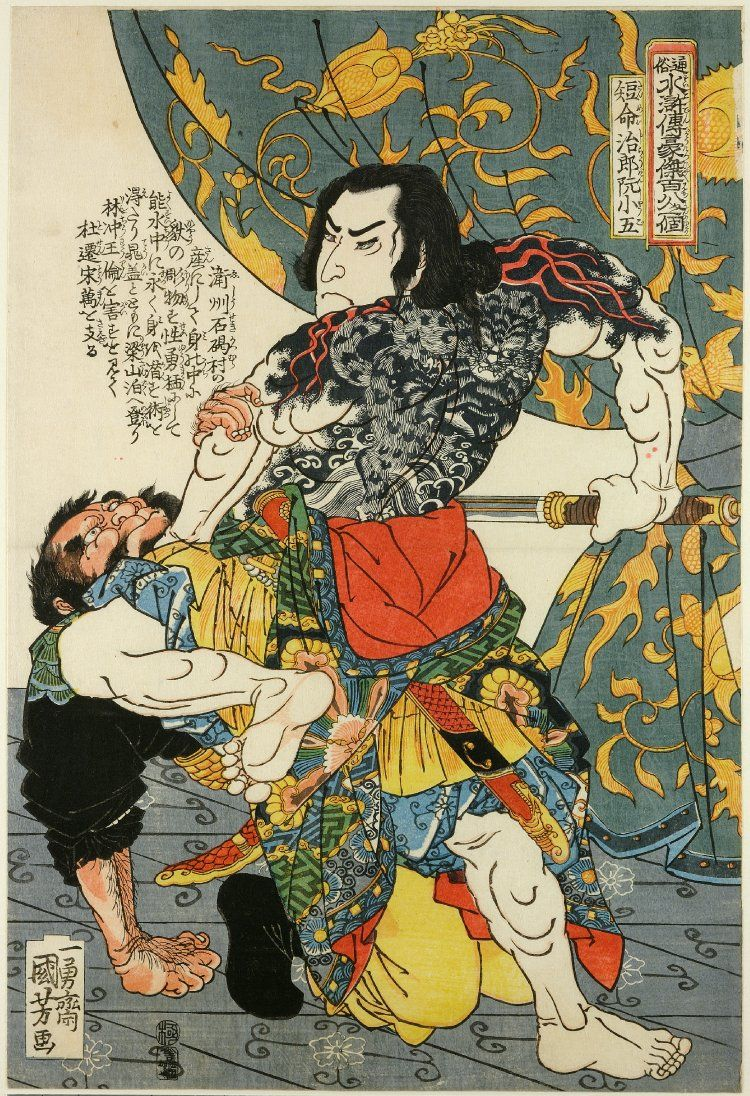
Nguyễn Tiểu Ngũ đè đầu địch.

## Gia nhập Lương Sơn Bạc
Tiều Cái muốn cướp cống lễ, Ngô Dụng đề nghị đi mời Nguyễn gia huynh đệ giúp sức, biết được bọn Vương Luân không cho họ đánh cá, sinh kế khó khăn nên mời họ nhập bọn cướp cống lễ, sau này việc cướp cống lễ vỡ lỡ, Nguyễn gia huynh đệ dưới kế sách của Ngô Dụng đã đánh bại Hà Đào, cùng lên Lương Sơn. Lên đến Lương Sơn, tên Vương Luân bụng dạ hẹp hòi, không chịu dung nạp, Ngô Dụng khích cho Lâm Xung giết Vương Luân, ông khống chế Tống Vạn để y không thể cứu được Vương Luân, sau đó Tiều Cái lập nên Lương Sơn và phong cho ông làm 1 đầu lĩnh Lương Sơn.                                                   Khi Hà Đào được lệnh tri phủ Tế Châu lùng bắt bọn bảy người cướp lễ vật mừng sinh nhật Sái thái sư của Lương trung thư ở Đại Danh Phủ, khi Hà Đào đến thôn Thạch Kiệt bị đánh thua trận và bị Nguyễn Tiểu Ngũ bắt xẻo tai nên đã hoảng sợ bỏ chạy về Tế Châu. Sau đó ông cũng tham gia cướp pháp trường ở Giang Châu và nhiều trận đánh khác của quân Lương Sơn Bạc.    

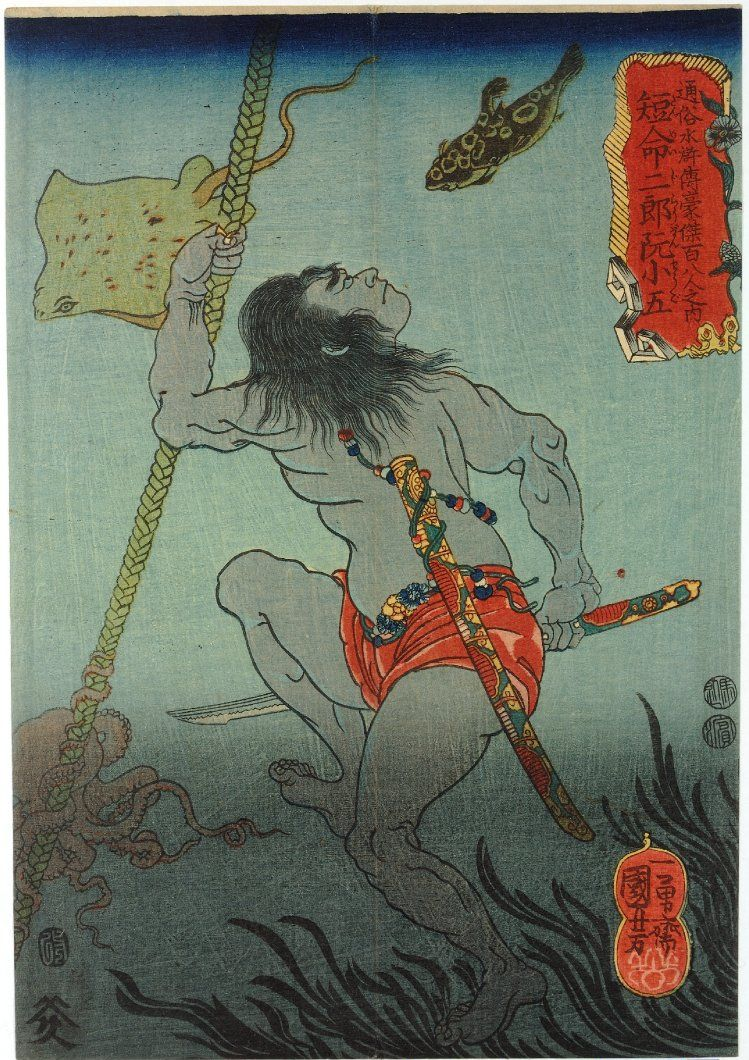
Nguyễn Tiểu Ngũ lặn dưới nước.

## Sau khi chiêu an và tử trận
Nguyễn Tiểu Ngũ theo Tống Công Minh nam chinh bắc chiến lập nhiều công trạng, khi tấn công Phương Lạp, ông cùng Lý Tuấn dùng kế trá hàng Phương Lạp, nội ứng ngoại hơp, đánh bại Phương Lạp, nhưng không may trong lúc công thành, ông bị Lâu thừa tướng của Phương Lạp giết chết.

## Trong Đãng Khấu Chí
Tại hồi 58, Tống Giang sai Nguyễn Thị tam hùng lĩnh ba ngàn thủy quân, qua sông Vấn hà tấn công quân triều đình. Vân Thiên Bưu cử Vân Long và Tuệ Nương hợp với Âu Dương Thọ Thông địch lại. Tiểu Nhị trúng kế dụ địch bị bắt sống. Mấy hôm sau, quân triều đình dùng kế giăng lưới sắt dưới long sông lại đặt liên châu pháo dưới nước, Tiểu Ngũ, Tiểu Thất thất trận trốn dưới sông. Tiểu Ngũ bị mắc lưới, Tiểu Thất nhảy ra được khỏi lưới, giao tranh với Thọ Thông, bị bắt sống.